# Bassa de Can Dunyó
La bassa de Can Dunyó és una bassa de nova creació, situada a Lliçà d'Amunt, que es va executar al llarg dels anys 2012 i 2013, i que està inclosa en l'Inventari de Zones Humides de Catalunya.
La bassa es va generar a partir dels moviments de terres fets als antics camps de Can Dunyó, una finca que ha passat a ser de propietat municipal amb l'acord derivat de la urbanització del sector de Can Montcau. Té uns 21.500 m², amb una llargada mitjana de 220 m i una amplada mitjana de 95 m, i una capacitat de 10.000 m³. A l'interior hi ha un espai d'aigües permanents d'uns 3.700 m². Aquí, l'aigua està garantida encara que no plogui perquè s'obté d'unes antigues mines. La profunditat de l'aiguamoll oscil·la entre 0,3 i 1,5 m.
Té una zona més deprimida i és contigua a la llera del riu Tenes. A la part més profunda sempre hi ha aigua, que prové del freàtic, mentre que en episodis de pluja actua com a bassa de laminació, ja que rep aigua d'un torrent i la provinent de la pluja que cau sobre el complex d'una àrea de magatzems. L'aportació que rep es pot acumular en forma d'increment de la cota de la làmina d'aigua i, si n'entra encara més, sobreïx cap al Tenes. La làmina d'aigua baixa progressivament els següents dies després d'un aiguat per la percolació cap al freàtic, i actua com a zona de recàrrega.

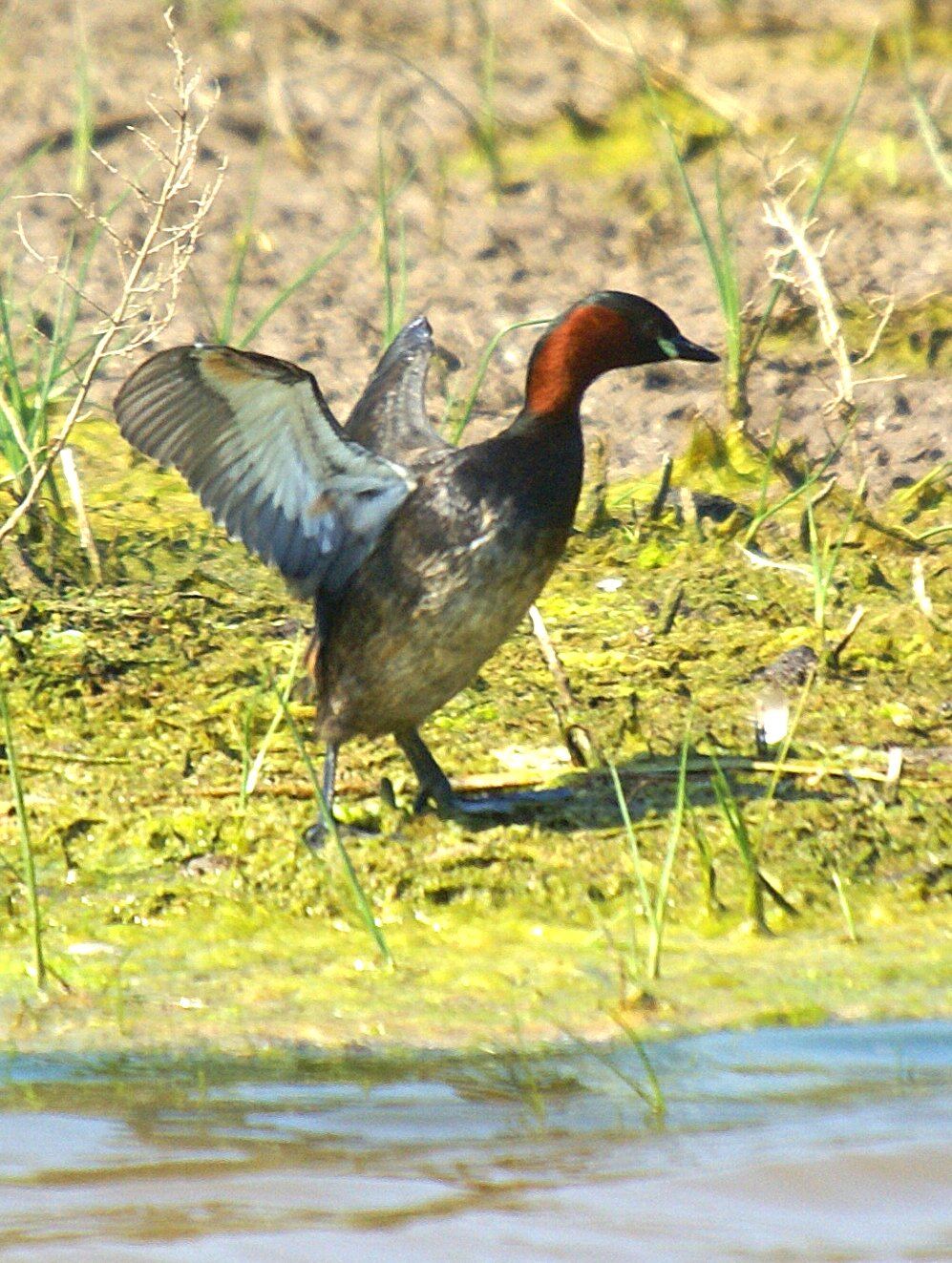
El cabusset és una de les aus que nidifiquen a la bassa de Can Dunyó

Té una diversitat d'ambients força interessant, amb illes, codolars, zones profundes, bogars i canyissars i zones d'inundació temporal. Al llarg de la breu història de la zona humida ja s'hi ha constatat la presència d'espècies d'aus d'interès com l'agró roig, el bernat pescaire, el martinet blanc, el xarxet, el corriol petit, el rascló, la fotja, el cabusset i el camallarga. Els dos últims, amb nidificació comprovada a la bassa. Quant a espècies vegetals, l'espai té un gran potencial. Ja hi apareixen àlbers, pollancres i sargues de manera natural, i s'hi van plantar freixes i salzes blancs, a banda d'exemplars de les anteriors.
Quant a espècies d'helòfits, estan colonitzant l'espai bogues i joncs, que encara són incipients. De fet, actualment, la majoria d'espècies vegetals són de mides petites o d'extensió limitada.
L'espai ha experimentat una evolució molt interessant des del punt de vista del medi natural, tant de fauna com de flora, i això provoca un interès creixent dels naturalistes i també una major freqüentació dels ciutadans.
Des del punt de vista d'ordenació, l'espai diposa d'una zona de mirador apantallat i plafons informatius de regulació.